# Plage de la Perle
La plage de la Perle est une plage de sable ocre située au lieu-dit Rifflet, au nord de Deshaies, en Guadeloupe.  

## Description
La plage de la Perle, bordée par l'anse de la Perle, longue de 431 m, se situe dans la continuité nord de la plage de Rifflet. Elle prend son nom des couleurs turquoise de la mer les jours de beaux temps. 
Deux rivières s'y jettent, la rivière de la Perle et la rivière La Rate.

## Histoire
La plage a été classée à la sixième place des plages préférées des Français.

## Galerie

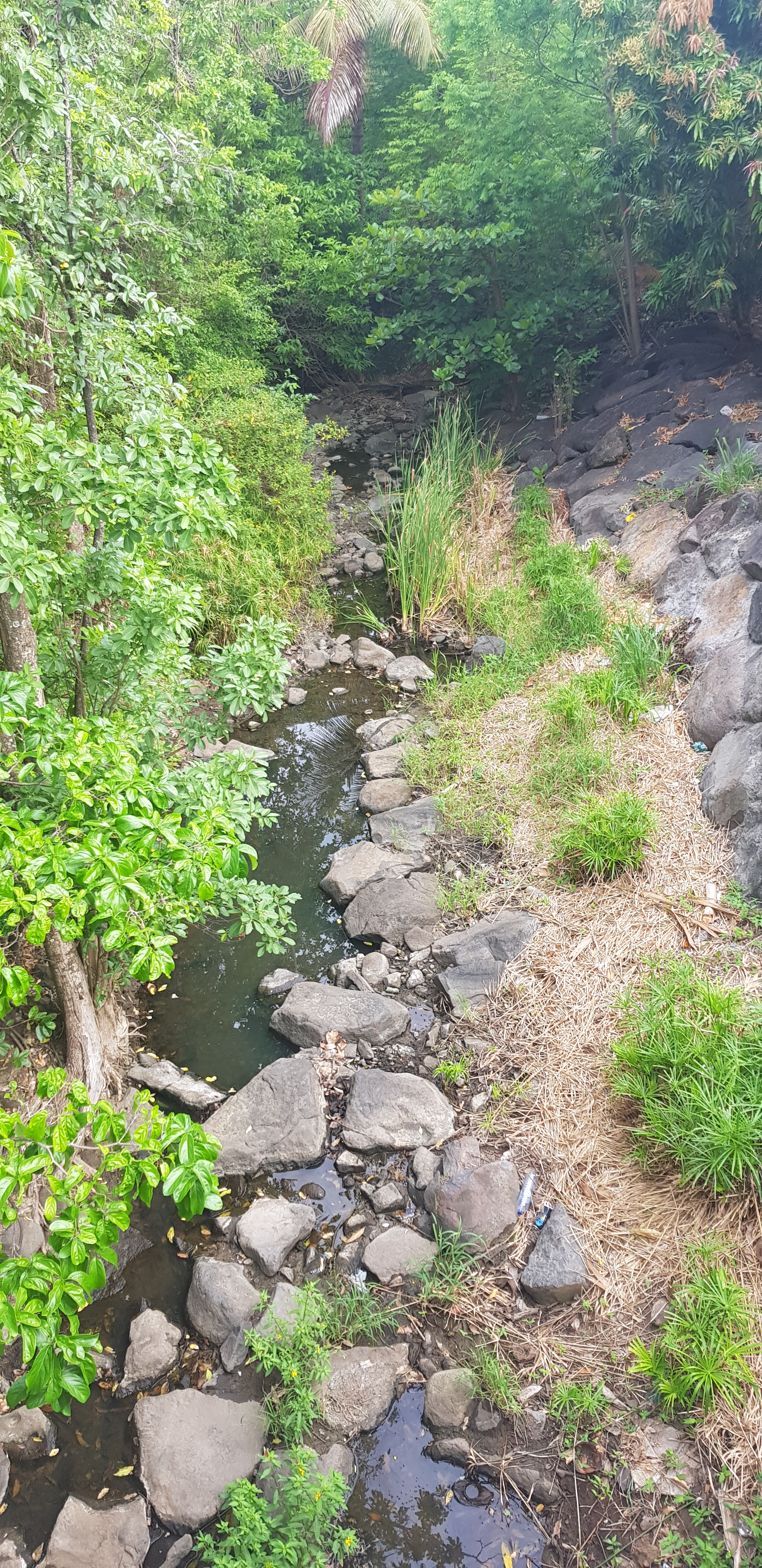
Rivière La Rate
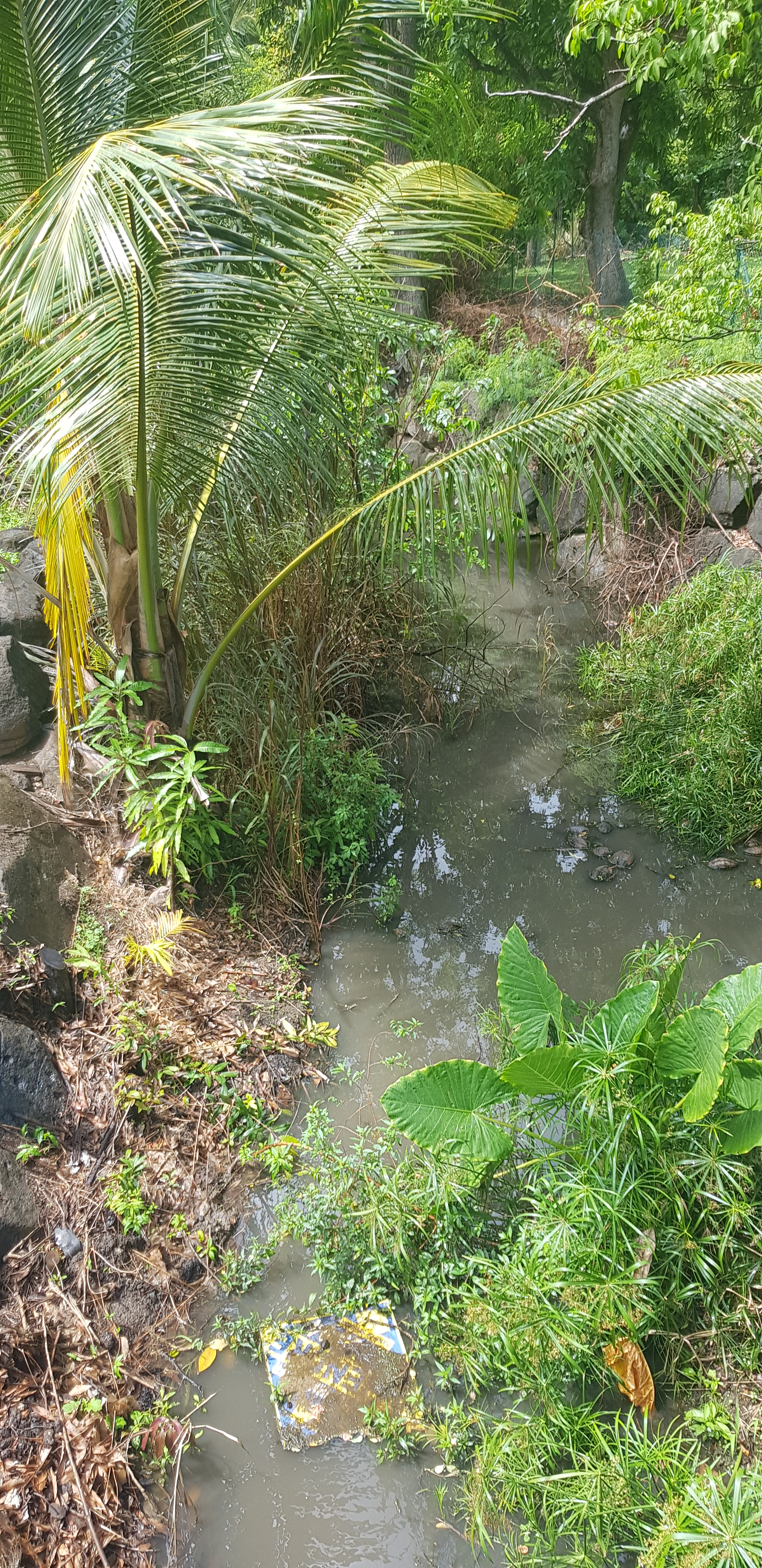
Rivière de la Perle
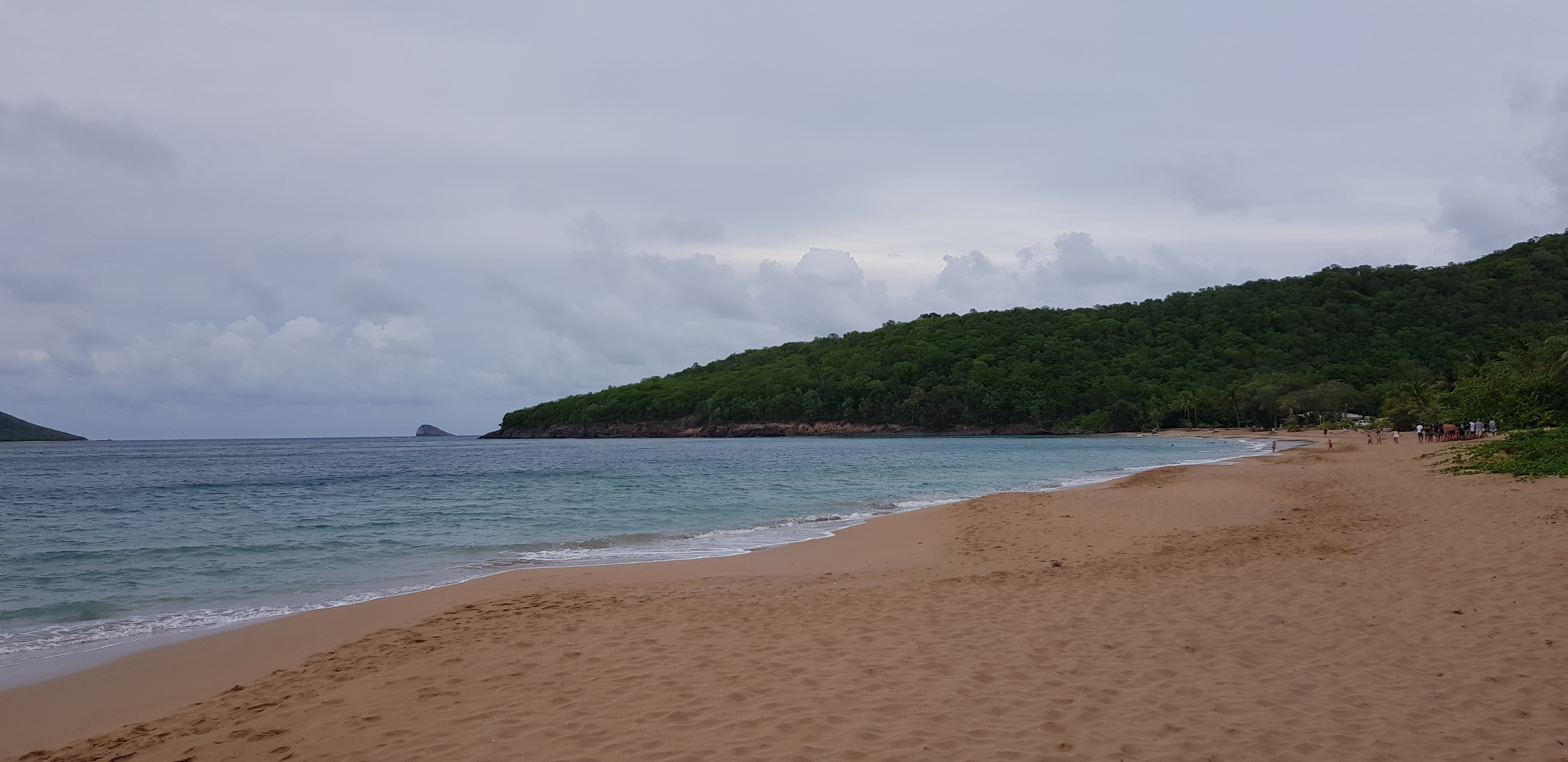
Anse de la Perle
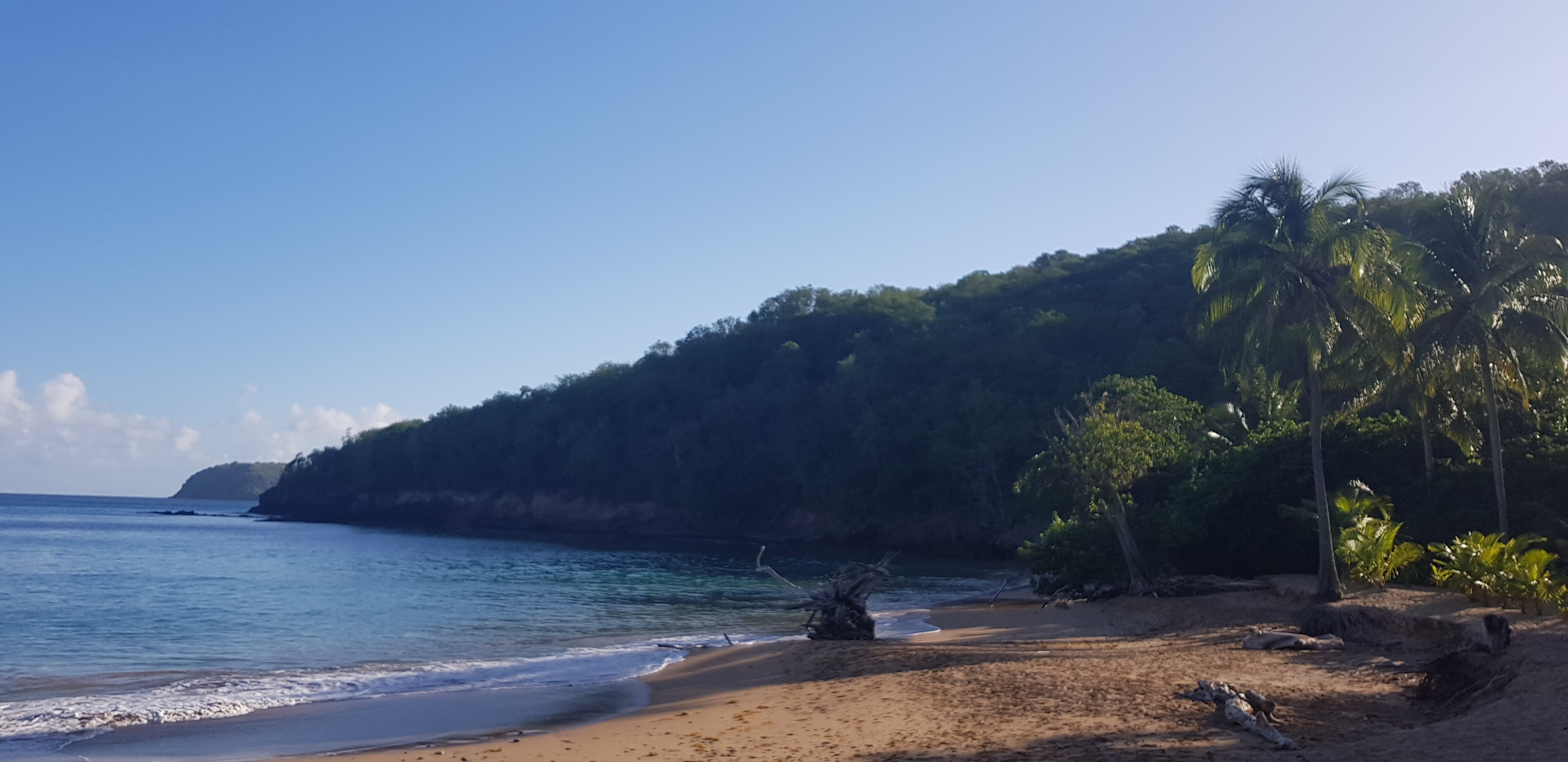
Pointe de la Perle